# Hôpital neurologique et neurochirurgical Pierre-Wertheimer
L'hôpital Pierre-Wertheimer est un hôpital situé à Bron dans la Métropole de Lyon, dans le groupement hospitalier Est.

## Histoire
En 1954, les hospices civils de Lyon prennent la décision de construire l'hôpital actuel, pour réunir les activités de neurologie de Lyon. La construction de l'immeuble dure de 1957 à 1962. Les architectes Augustin Chomel et son fils Antonin Chomel privilégient l'accès à la lumière. L'hôpital est inauguré le 24 mai 1962, il est nommé en l'honneur de Pierre Wertheimer en 1981.
L'hôpital est victime d'un départ de feu en 1994, qui oblige à une rénovation des locaux.

## Installations
L'hôpital compte aujourd'hui 406 lits, alors qu'à son ouverture il avait une capacité de 460 lits. L'hôpital a possédé une unité consacré au sommeil, une unité de psychiatrie infantile, d'électro-encéphalographie, et  plusieurs salles d'opération de pointe. L'hôpital a également en commun avec l'hôpital cardiovasculaire et pneumologique Louis-Pradel, trois unités de recherche en plus d'un pôle universitaire, ainsi que le centre de médecine nucléaire situé entre les deux qui jouit d'un fonctionnement autonome. À partir de 1968, la direction de l'hôpital est mutualisée avec celle de l'hôpital cardiovasculaire et pneumologique Louis-Pradel.

### Ouvrages généraux
- Patrice Béghain, Bruno Benoit, Gérard Corneloup et Bruno Thévenon (coord.), Dictionnaire historique de Lyon, Lyon, Stéphane Bachès, 2009, 1054 p. (ISBN 978-2-915266-65-8, BNF 42001687)
- Alain Bouchet, René Mornex et Danielle Gimenez, Les Hospices civils de Lyon : histoire de leurs hôpitaux, Lyon, Editions lyonnaises d'art et d'histoire, 2002, 208 p. (ISBN 2-84147-131-4 et 9782841471317, OCLC 401526254).